# Benthodytes
Genre
Les Benthodytes sont un genre d'holothuries (les concombres de mer) abyssales de la famille des Psychropotidae. Elles ont la rare particularité d'être des holothuries nageuses.

## Caractéristiques

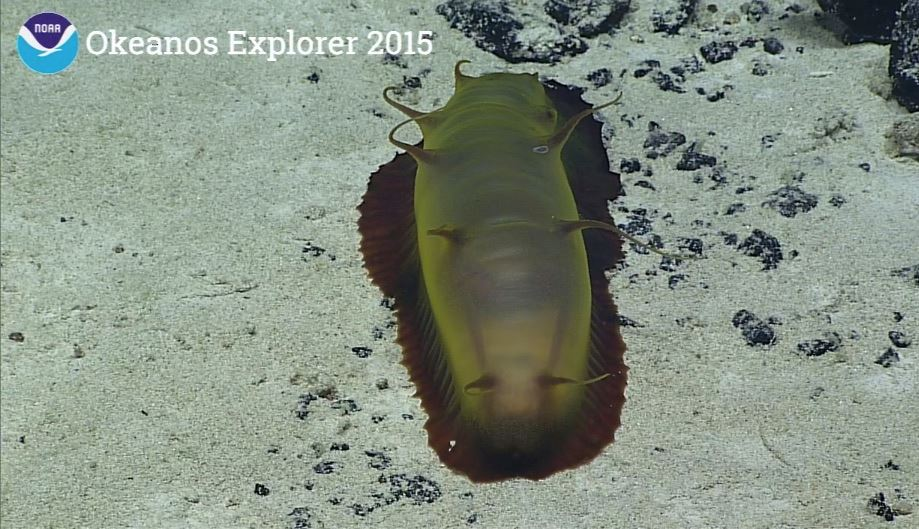
Benthodytes sp. observée dans les abysses au large de Hawaii.

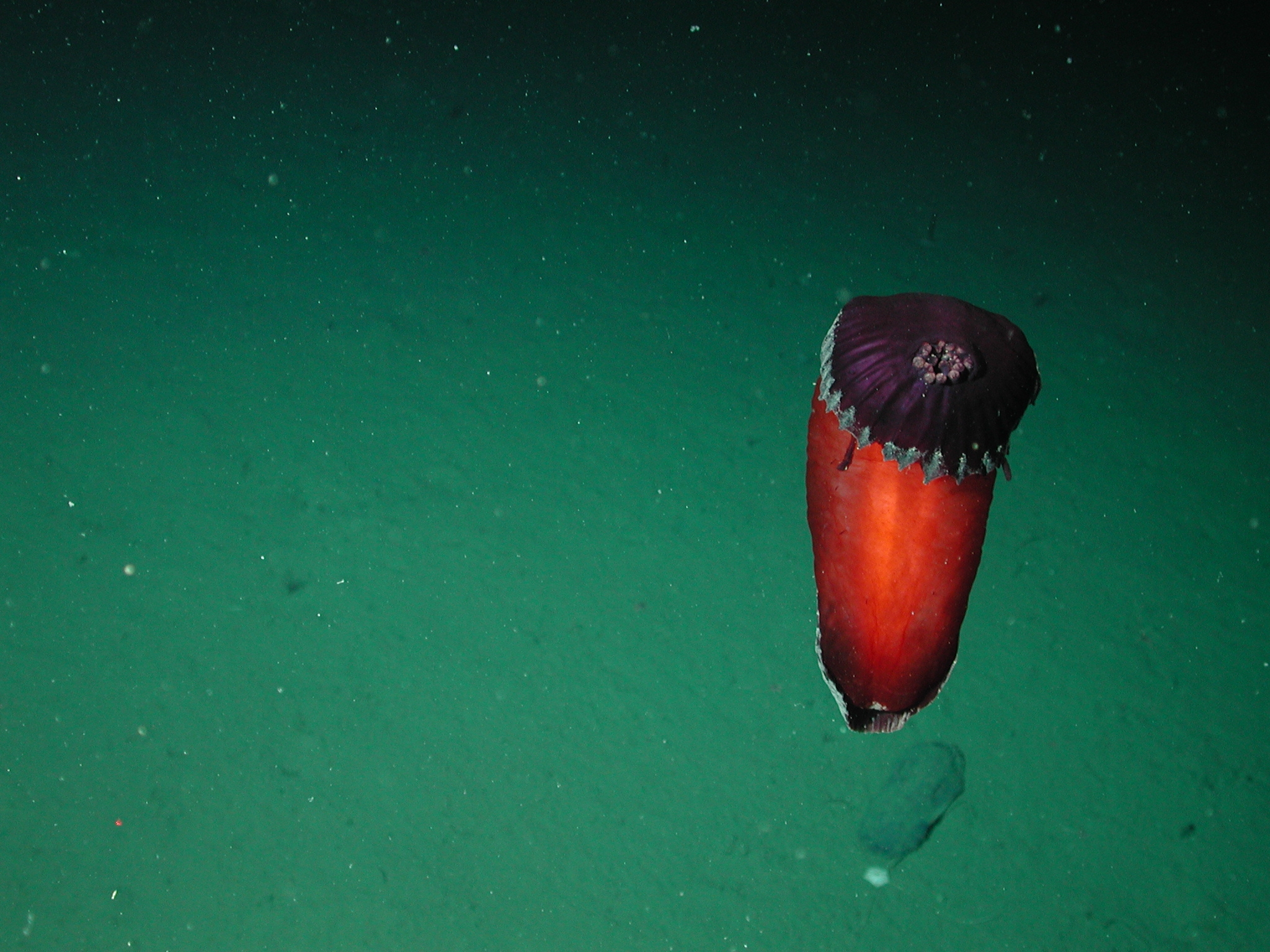
Une holothurie Benthodytes en nage, photographiée à 2789 mètres de profondeur au large de la Californie.

Ces holothuries ont un corps translucide et très gélatineux, composé principalement d'eau, ce qui leur permet d'avoir un poids très faible dans l'eau. La plupart sont capables de nager un moment avant de retomber sur le fond : elles sont donc « benthopélagiques ».

## Liste des espèces
Selon World Register of Marine Species (10 juillet 2014) :
- Benthodytes abyssicola Théel, 1882
- Benthodytes browni Vaney, 1908
- Benthodytes gosarsi Gebruk, 2008
- Benthodytes incerta Ludwig, 1893
- Benthodytes lingua Perrier R., 1896
- Benthodytes mamillifera Théel, 1882
- Benthodytes plana Hansen, 1975
- Benthodytes salivosus Sluiter, 1901
- Benthodytes sanguinolenta Théel, 1882
- Benthodytes selenkiana Théel, 1882
- Benthodytes sibogae Sluiter, 1901
- Benthodytes sordida Théel, 1882
- Benthodytes spuma Vaney, 1908
- Benthodytes superbus Koehler & Vaney, 1905
- Benthodytes typica Théel, 1882
- Benthodytes valdiviae Hansen, 1975
- Benthodytes wolffi Rogacheva & Cross, 2009

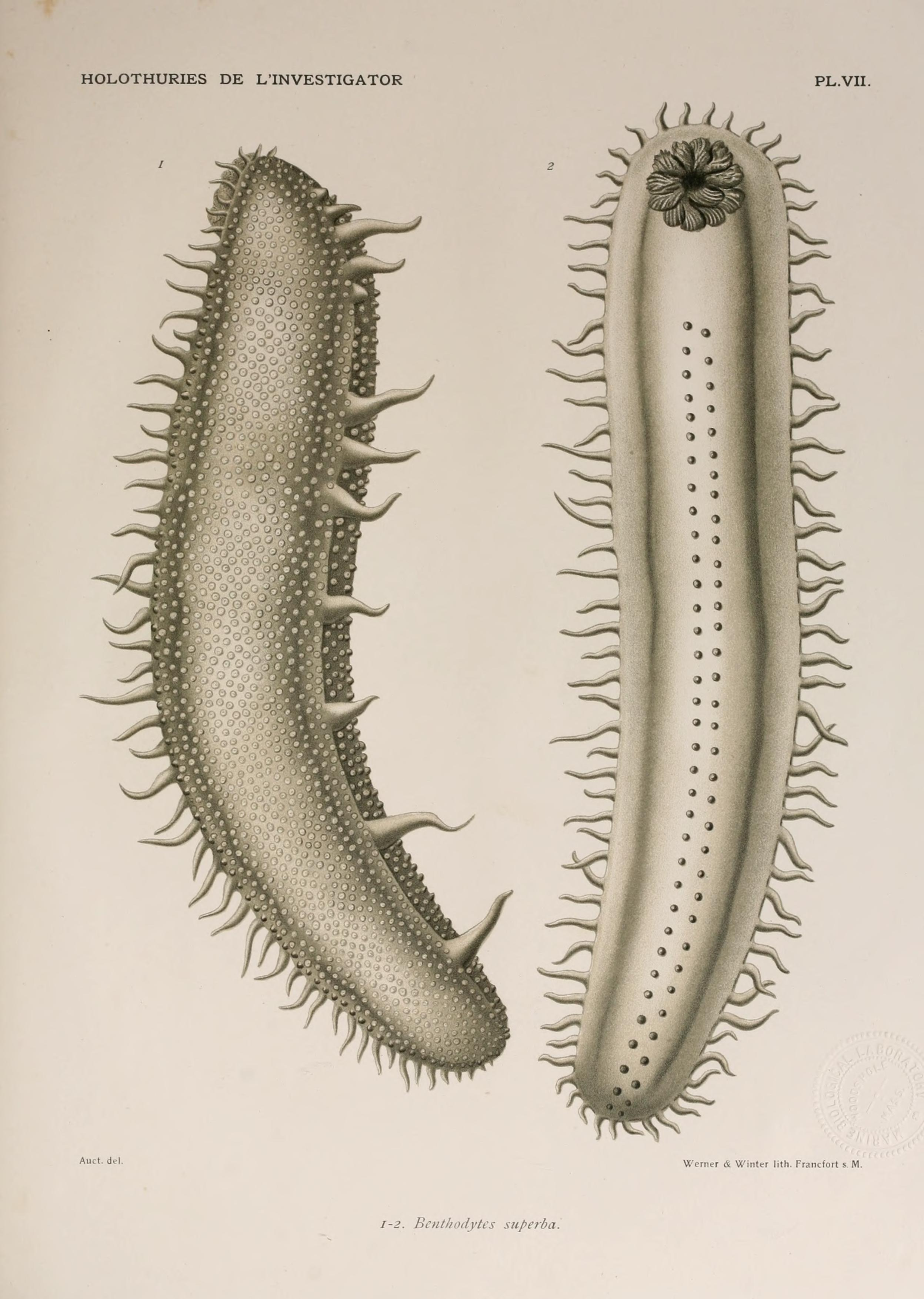
Benthodytes superba (illustration de 1905)
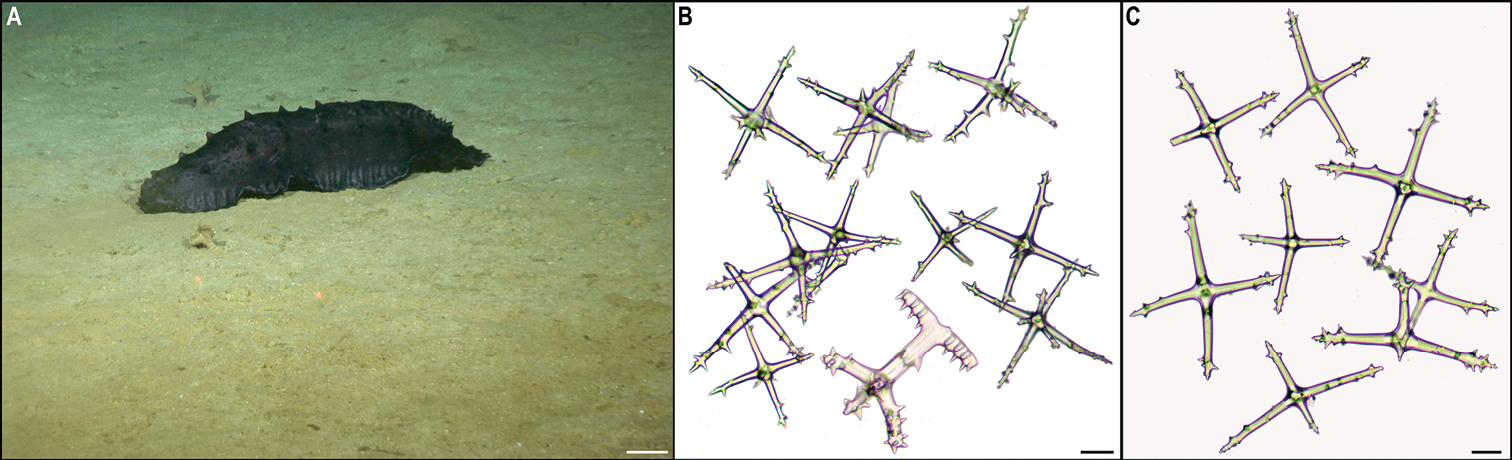
Benthodytes marianensis
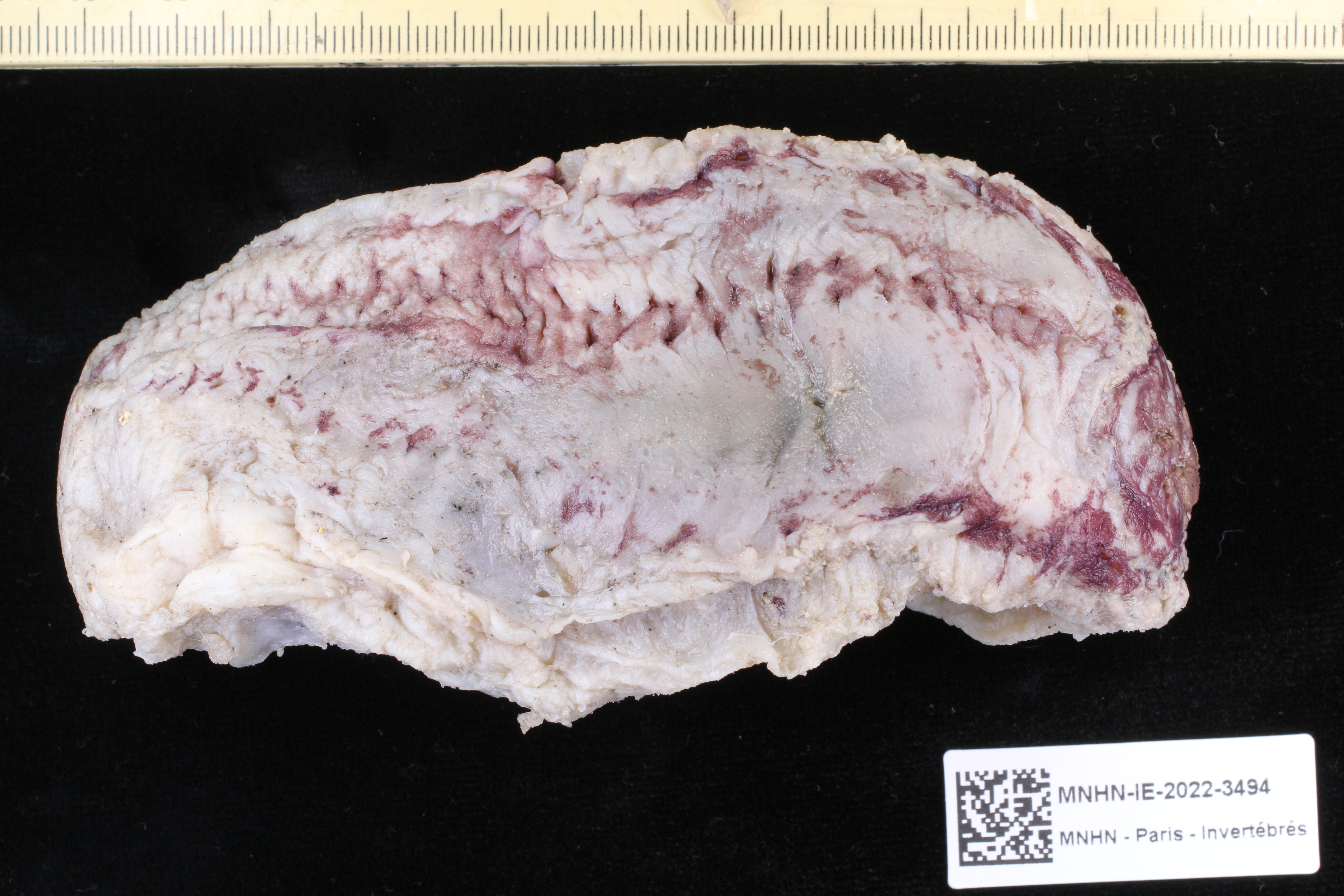
Benthodytes sibogae
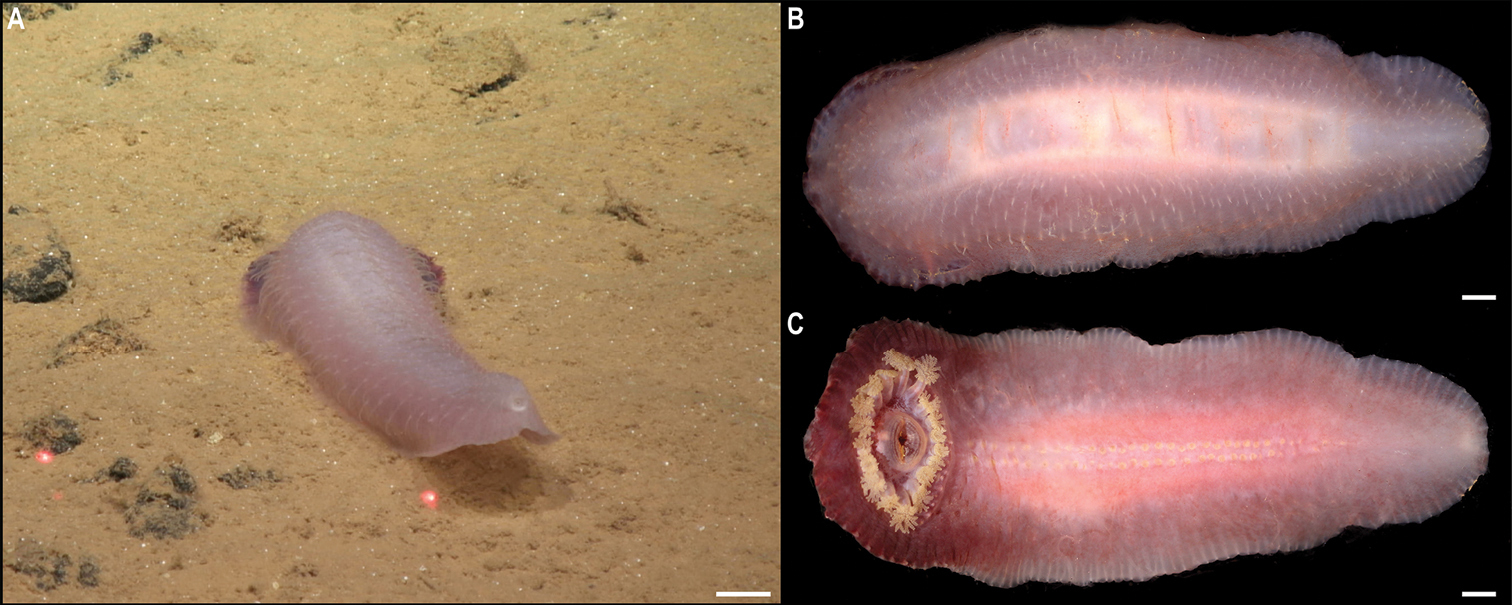
Benthodytes sanguinolenta
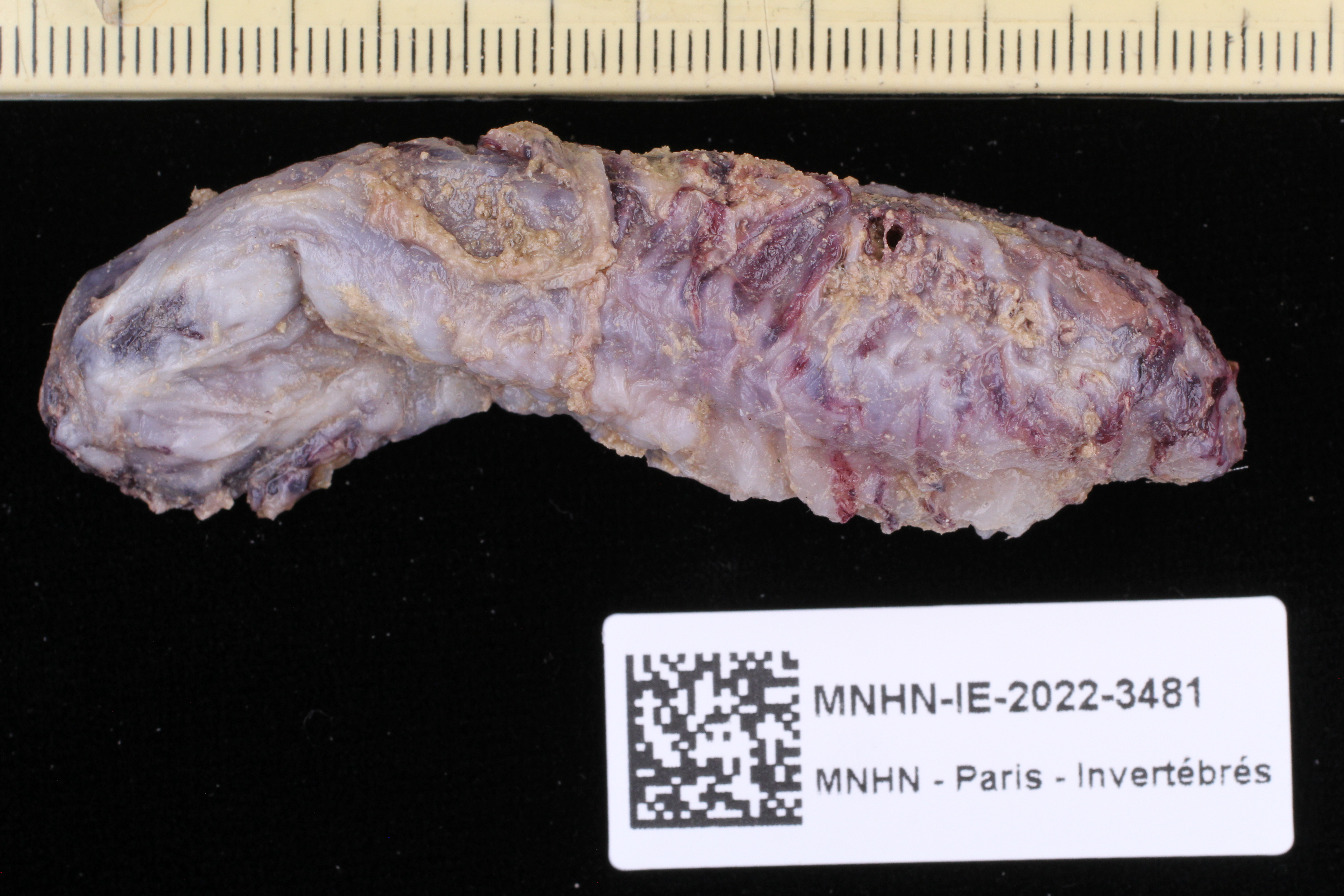
Benthodytes typica